# Deutsches Zentralarchiv
Das Deutsche Zentralarchiv (DZA), ab 1973 Zentrales Staatsarchiv der DDR (ZStA Potsdam), war die zentrale Archiveinrichtung der Deutschen Demokratischen Republik. 

## Geschichte
Das Zentralarchiv wurde am 1. Juni 1946 als „Zentralarchiv in der Sowjetischen Besatzungszone“ (abgekürzt: ZStA Potsdam) gegründet. Bezüglich der Bestände trat es damit die Nachfolge des ehemaligen Reichsarchivs Potsdam und des Preußischen Geheimen Staatsarchivs an. Es sammelte zunächst die Akten der aufgelösten zentralen Reichsbehörden, der archivreifen Bestände der Sowjetischen Besatzungszone aus den unterschiedlichen Auslagerungsorten ein. Das DZA war zuständig für die auf dem Gebiet der DDR gebildeten zentralen Organe und Einrichtungen des Staatsapparates, die wirtschaftsleitenden Organe sowie für die zentralen Organe und Einrichtungen des ehemaligen Deutschen Reiches, des ehemaligen Staates Preußen und für die zentralen Organe und Einrichtungen der Wirtschaft vor 1945. Hauptstandort war Potsdam, Berliner Straße 98–101 mit der Hauptverwaltung und der Historischen Abteilung I. Die Historische Abteilung II war in der Außenstelle Merseburg mit Dépendance in Coswig (Elbe) angesiedelt. Zudem gab es die Abteilung III (Zentrale Staats- und Wirtschaftsorgane der DDR einschließlich zentralgeleiteter VVBs). Außenmagazine befanden sich zudem in Barby für die 1. Abteilung und im Archivdepot/Schloss in Dornburg/Elbe für die 2. Abteilung. Der Gesamtumfang des DZA betrug zuletzt 8.000 Urkunden, 25.000 Karten, 34.000 laufende Meter an Akten sowie 315 Nachlässe.
Das Zentralarchiv unterstand der Staatliche Archivverwaltung (StAV) im Ministerium des Innern. Über diese, bzw. über die Botschaft mussten auch die Genehmigungen durch westdeutsche Forschende eingeholt werden. Die StAV entschied dann über den Umfang der vorzulegenden Archivalien.
Von 1991 bis 1993 war Merseburg eine Außenstelle (Standort) des Geheimen Staatsarchivs.
Seine Bestände wurden nach 1990 ins Bundesarchiv, in die Deutsche Dienststelle (WASt) sowie in das Geheime Staatsarchiv überführt.
In Publikationen wird dieses Archiv häufig als „ZStA Potsdam“ bezeichnet.

## Leiter und Mitarbeiter (Auswahl)
- Helmut Lötzke (1952–1984, Potsdam)
- Elisabeth Brachmann-Teubner (1984–1990, Potsdam)
- Walter Nissen (1950–1959, Dienststelle Merseburg)
- Willi A. Boelcke (1955–1959, Referent in Potsdam)
- Walter Hochmuth (1964/65, stellvertretender Leiter)
- Heinrich Waldmann (–1991, bis 1992 Leiter der Außenstelle des GStA in Merseburg)

## Publikationen (Auswahl)
- Helmut Lötzke: Deutsches Zentralarchiv. 1946–1971, Deutsches Zentralarchiv Potsdam 1971.
- Die Novemberrevolution 1918 in Deutschland. Quellen aus dem Deutschen Zentralarchiv, Historische Abt. II, Merseburg, hg. vom Deutschen Zentralarchiv, Hist. Abt. II, in Verbindung mit der Komm. zur Erforschung der Geschichte der Arbeiterbewegung bei der Kreisleitung der SED Merseburg, Merseburg 1968.
- Helmut Lötzke, Hans-Stephan Brather (Red.): Übersicht über die Bestände des Deutschen Zentralarchivs Potsdam (= Schriftenreihe des Deutschen Zentralarchivs, Band 1), Weimar: Böhlau/Berlin: Rütten & Loening 1957.
- Helmut Lötzke: Die Übergabe deutscher Archivbestände durch die Sowjetunion an die Deutsche Demokratische Republik, in: Archivar. Zeitschrift für Archivwesen 9 (1956), Heft 1, S. 31–34.